# BMW 319
BMW 319 – samochód osobowy klasy średniej produkowany w latach 1935–1937 przez Bayerische Motoren-Werke AG. Samochód ten zastąpił produkowanego do 1934 r. BMW 303. Łączna produkcja tego samochodu osiągnęła  6468 egzemplarzy.